# Philadelphia 76ers 2005-2006
La stagione 2005-06 dei Philadelphia 76ers fu la 57ª nella NBA per la franchigia.
I Philadelphia 76ers arrivarono secondi nella Atlantic Division della Eastern Conference con un record di 38-44, non qualificandosi per i play-off.

## Roster
| N° | Naz.                   | Ruolo | Sportivo         | Anno | Alt. | Peso |
| -- | ---------------------- | ----- | ---------------- | ---- | ---- | ---- |
| 1  | Canada (bandiera)      | C     | Samuel Dalembert | 1981 | 211  | 113  |
| 3  | Stati Uniti (bandiera) | G     | Allen Iverson    | 1975 | 183  | 75   |
| 4  | Stati Uniti (bandiera) | AC    | Chris Webber     | 1973 | 206  | 111  |
| 5  | Stati Uniti (bandiera) | A     | Michael Bradley  | 1979 | 208  | 111  |
| 7  | Stati Uniti (bandiera) | G     | John Salmons     | 1979 | 201  | 95   |
| 9  | Stati Uniti (bandiera) | GA    | Andre Iguodala   | 1984 | 198  | 94   |
| 12 | Stati Uniti (bandiera) | G     | Kevin Ollie      | 1972 | 193  | 88   |
| 21 | Stati Uniti (bandiera) | A     | Matt Barnes      | 1980 | 201  | 107  |
| 23 | Stati Uniti (bandiera) | G     | Lou Williams     | 1986 | 188  | 79   |
| 26 | Stati Uniti (bandiera) | A     | Kyle Korver      | 1981 | 201  | 95   |
| 30 | Stati Uniti (bandiera) | A     | James Thomas     | 1980 | 203  | 107  |
| 31 | Stati Uniti (bandiera) | A     | Zendon Hamilton  | 1975 | 211  | 113  |
| 33 | Stati Uniti (bandiera) | G     | Willie Green     | 1981 | 193  | 91   |
| 35 | Sudan (bandiera)       | A     | Deng Gai         | 1982 | 206  | 113  |
| 42 | Stati Uniti (bandiera) | A     | Shavlik Randolph | 1983 | 208  | 109  |
| 45 | Stati Uniti (bandiera) | C     | Steven Hunter    | 1981 | 213  | 100  |
| 54 | Stati Uniti (bandiera) | A     | Lee Nailon       | 1975 | 206  | 108  |

## Staff tecnico
- Allenatore: Maurice Cheeks
- Vice-allenatori: John Kuester, John Loyer, Jim Lynam, Bernard Smith
- Vice-allenatori/scout: Joe Gallagher, Frank Zanin
- Preparatore atletico: Kevin Johnson